# Hollandse Brug
De Hollandse Brug is de brugverbinding tussen Flevoland en provincie Noord-Holland gelegen bij Muiderberg, op de plek waar het Gooimeer overgaat in het IJmeer. De brug werd in 1969 opengesteld. De autosnelweg A6 voert over deze brug. Tevens is er parallel aan de autosnelweg een spoorbrug in de Flevolijn, die in gebruik is genomen in 1987. Er is een rijbaan voor fietsers aan de westzijde van de autobrug.
Van april 2007 tot januari 2009 was de brug gesloten voor vrachtverkeer, nadat uit metingen van TNO zou zijn gebleken dat de brug niet aan de kwaliteits- en veiligheidseisen voldeed. In het najaar van 2007 werd de Hollandse Brug ook afgesloten voor landbouwverkeer en (brom-)fietsers en werd er een pont over het Gooimeer ingezet als alternatief voor de brug. De pont werd gehuurd door Rijkswaterstaat van het GVB. Na voltooiing van de werkzaamheden werd de pontverbinding weer opgeheven.

## Tweede Hollandse Brug
In juni 2014 is gestart met de bouw van de tweede Hollandse Brug als onderdeel van de weguitbreiding van de autosnelwegen A1 en A6 tussen Diemen en Almere Havendreef. De brug is nodig om de verbreding van de A6 naar vier rijstroken in beide richtingen en een wisselbaan te faciliteren. De brug is 28 november 2015 in gebruik genomen.

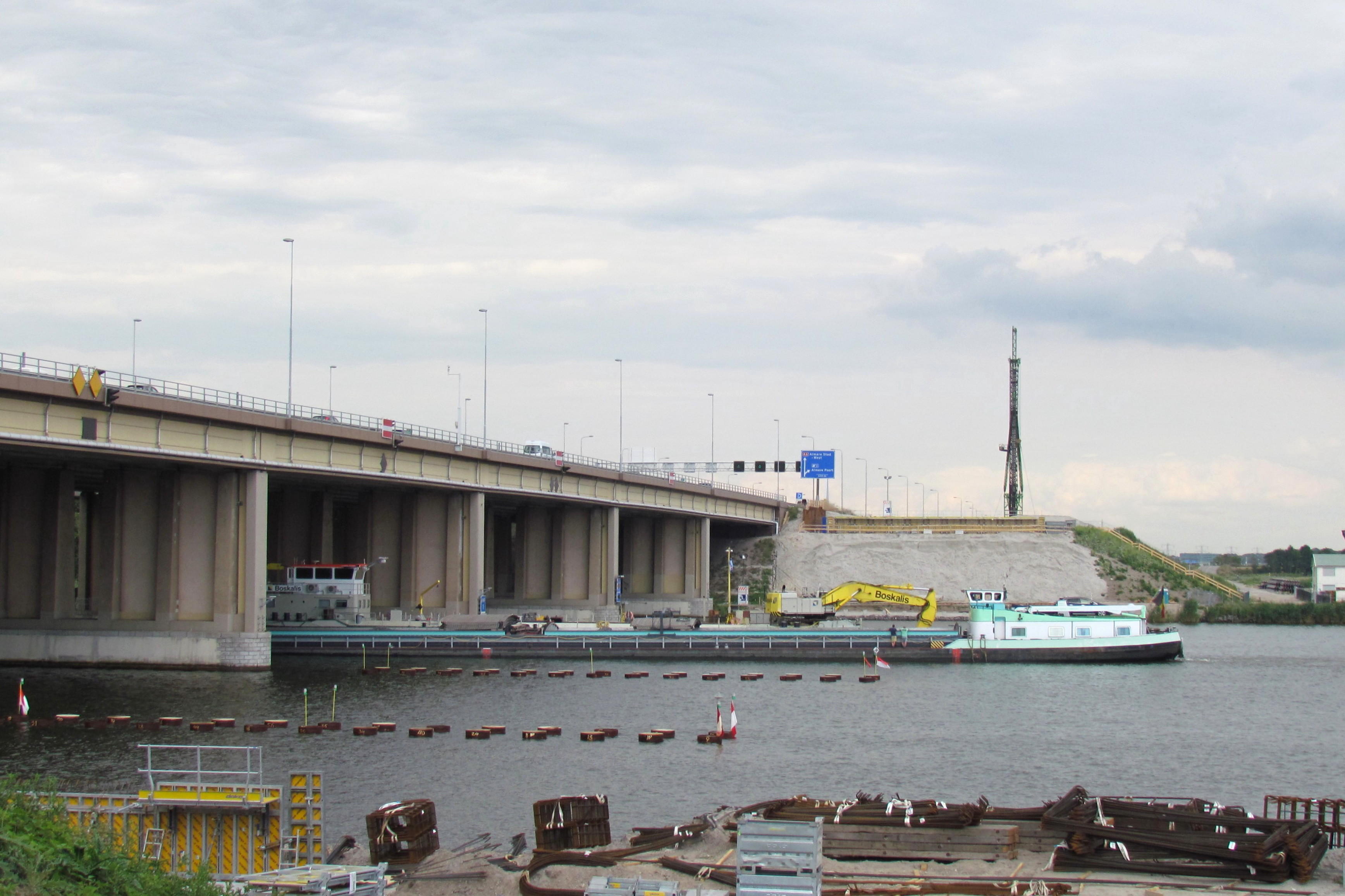
Tweede brug in aanbouw, augustus 2014